# Psenulus fuscipennis
Psenulus fuscipennis är en stekelart som först beskrevs av Anders Gustav Dahlbom 1843.  Psenulus fuscipennis ingår i släktet Psenulus, och familjen Crabronidae. Arten är reproducerande i Sverige.

## Bildgalleri

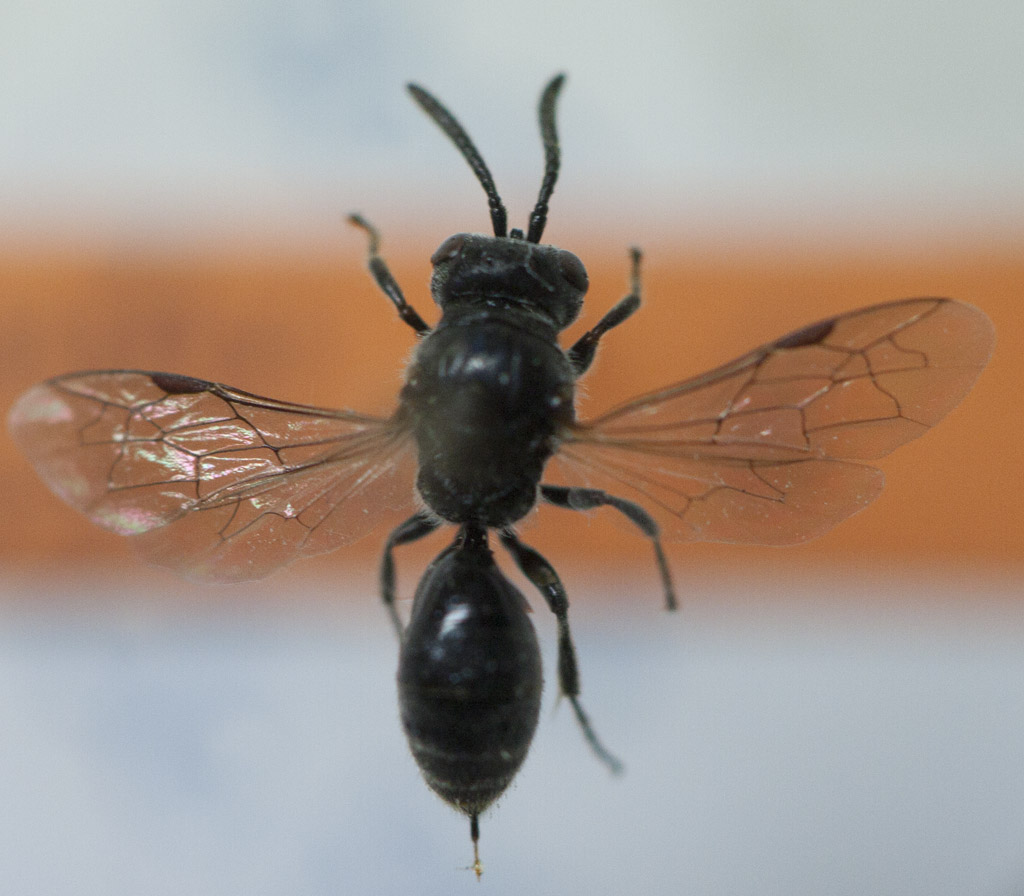